# Northwest-Airlines-Flug 2 (1956)
Northwest-Airlines-Flug 2 (Flugnummer: NW002, Funkrufzeichen NORTHWEST 2) war ein Inlandslinienflug der Northwest Airlines von Seattle nach New York mit planmäßigen Zwischenstopps in Portland und Chicago. Am 2. April 1956 verunglückte auf diesem Flug die Boeing 377 N74068 auf dem ersten Flugabschnitt, als die Piloten aufgrund von Flatterschwingungen eine Notwasserung in der Puget Sound durchführten. Bei dem Unfall starben fünf Insassen der Maschine, es gab 33 Überlebende.

## Flugzeug
Bei der Maschine handelte es sich um eine Boeing 377-10-29 Stratocruiser, die zum Zeitpunkt des Unfalls sechs Jahre und sechs Monate alt war. Die Maschine mit der Werknummer 15954 und der Modellseriennummer 50 hatte am 10. Oktober 1949 ihren Erstflug absolviert und war im gleichen Monat an die Northwest Airlines ausgeliefert worden, bei der sie mit dem Luftfahrzeugkennzeichen N74608, der Flottennummer 708 und dem Taufnamen Tokyo in Betrieb genommen wurde. Das viermotorige Langstreckenflugzeug wurde von vier luftgekühlten 28-Zylinder-Vierfachsternmotoren des Typs Pratt & Whitney R-4360 Wasp Major angetrieben, die je 3.500 PS (ca. 2.600 kW) leisteten. Die Gesamtbetriebsleistung der Maschine bis zu dem Flugunfall betrug 18.489 Betriebsstunden. 

## Besatzung und Passagiere

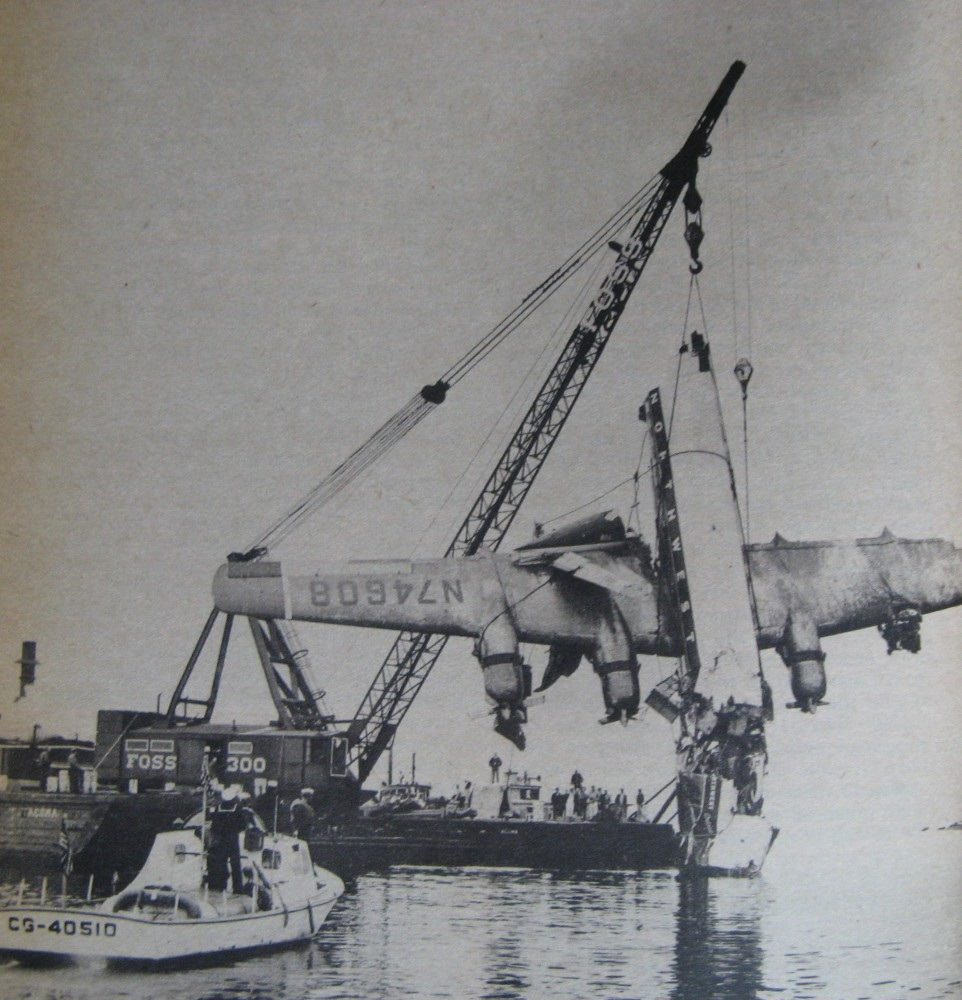
Bergung der Maschine aus dem Puget Sound

Den Flug auf dem ersten Flugabschnitt von Seattle nach Portland hatten 32 Passagiere angetreten. Es befand sich eine sechsköpfige Besatzung an Bord der Maschine, bestehend aus einem Flugkapitän, einem Ersten Offizier, einem Flugingenieur, zwei Flugbegleiterinnen und einem Flugbegleiter.
- Der 38-jährige Flugkapitän Robert Reeve Hard war am 3. April 1941 durch die Northwest Airlines eingestellt worden. Neben einer Musterberechtigung für die Boeing 377 war er für die Douglas DC-4, die Douglas DC-6 sowie die Lockheed Constellation zertifiziert. Seine kumulierte Flugerfahrung betrug bis zum 24. März 1956 insgesamt 14.030 Flugstunden, wovon 1.557 Stunden auf die Boeing 377 entfielen.
- Der 32-jährige Erste Offizier Gene Paul Johnson gehörte seit dem 7. Juli 1949 der Northwest Airlines an. Er war neben der Boeing 377 auch für die Douglas DC-3 zertifiziert und verfügte über 7.297 Stunden Flugerfahrung, wovon er 1.143 Stunden im Cockpit der Boeing 377 abgeleistet hatte.
- Der 32-jährige Flugingenieur Carl Vernon Thomsen war am 19. Juli 1941 durch die Northwest Airlines eingestellt und im Dezember 1953 zum Flugingenieur befördert worden. Von seinen 1.384 Stunden Flugerfahrung hatte er 236 Stunden im Cockpit der Boeing 377 absolviert.
- Der 27-jährige Flugbegleiter David V. Razey gehörte der Fluggesellschaft seit dem 10. September 1954 an.
- Die Flugbegleiterin Ellinor A. Whitacre arbeitete seit dem 20. Februar 1951 für die Northwest Airlines.
- Die Flugbegleiterin Dorothy L. Oetting hatte am 22. September 1951 ihr Arbeitsverhältnis bei der Northwest Airlines begonnen.

## Unfallhergang
Die Maschine startete um 08:06 Uhr vom Flughafen Seattle. Als sie bei einer Geschwindigkeit von 145 Knoten eine Flughöhe von 2.000 Fuß erreichte, fuhren die Piloten die Auftriebshilfen ein. Unmittelbar darauf kam es zu erheblichen Flatterschwingungen und die Maschine zeigte eine leichte Rolltendenz nach links. Der Flugkapitän vermutete eine asymmetrische Klappenstellung und verringerte die Fluggeschwindigkeit, doch die Flatterschwingungen nahmen nicht ab. Die Piloten gaben wieder vollen Schub und planten, auf der McChord Air Force Base zu landen. Die Maschine verlor kontinuierlich an Höhe, sodass das Ziel, die McChord Air Force Base zu erreichen, bald aussichtslos wurde. Die Piloten mussten schließlich die Maschine 8,7 Kilometer südwestlich des Startflughafens in der Puget Sound notwassern. Die Maschine sank nach der Notwasserung innerhalb von 15 Minuten. Fünf Insassen, darunter vier Passagiere und ein Besatzungsmitglied, ertranken dabei.

## Ursache
Es stellte sich heraus, dass die Maschine mit komplett geöffneten Kühlluftklappen gestartet worden war. Obwohl dies nicht als beitragender Faktor vermerkt wurde, wurde im Abschlussbericht des Civil Aeronautics Board (CAB) hervorgehoben, dass die Regler zum Verriegeln der Kühlluftklappen bei der Boeing 377 in die entgegengesetzte Richtung als bei der Lockheed L-1049 zu bewegen waren und dass der Flugingenieur einen Großteil seiner Flugerfahrung mit Maschinen der Typen Lockheed L-1049 und Douglas DC-6 absolviert hatte. Das CAB sah die Ursache für den Unfall in einer fehlerhaften Analyse des Problems mit der Kontrollierbarkeit der Maschine, die beim Einfahren der Auftriebshilfen daraus resultierte, dass der Flugingenieur vor dem Start die Kühlluftklappen nicht verriegelt hatte. Das CAB merkte an, dass die Entscheidungsfindung in einer Notlage mit hoher Dringlichkeit erfolgt war und dass wenig Zeit zur Verfügung gestanden hatte, eine Entscheidung zu treffen.